# Brigada de Comandos Afganesos
La Brigada de Comandos Afganesos, és part de l'Exèrcit Nacional Afganès i va ser creada a partir d'un batalló d'infanteria ja existent. El programa va ser establert en 2007 amb la intenció de prendre un batalló convencional de cada cos de l'exèrcit afganès, donar-li al mateix entrenament, equipament i reorganització especial basada en un Batalló dels Rangers de l'Exèrcit dels Estats Units. Cada batalló està assignat a un dels cinc cossos militars de l'Exèrcit.
L'entrenament és dut a terme en el centre d'entrenament de comandos “Morehead”, un antic camp d'entrenament dels talibans, que es troba a nou quilòmetres al sud de Kabul, Afganistan. El centre porta el seu nom en record de Kevin Morehead, un antic membre del 5è grup de les forces especials mort en acció a l'Iraq en setembre del 2003.
La preparació en logística i operacions és conduït per membres del Comandament Combinat Provisional de Seguretat Afganès, de les forces especials de l'Exèrcit dels Estats Units, de les forces especials franceses, diversos quadres de l'Exèrcit Nacional Afganès i l'empresa contractista de seguretat militar privada Military Professional Resources Incorporated.
El programa, d'una durada de dotze setmanes, té tres seccions d'entrenament per a tot el curs. La primera part del programa està dissenyada per a les companyies d'infanteria de línia i s'enfoca en les habilitats individuals i petites unitats tàctiques. Per recolzar a aquestes últimes, la caserna general i la companyia de la caserna general rep preparació especial en qüestions específiques com a ús del morter, primers auxilis i comunicacions. La tercera secció s'ha centrat en els comandants de batalló, preparant-los per a les seves àrees de responsabilitat com a comandament i control.
Dels cinc grups de forces especials actius, el tercer i el setè grup han estat rotant responsabilitats, en un esforç major per continuar amb els processos d'entrenament en el teatre d'operacions del front afganès.

## Galeria d'imatges

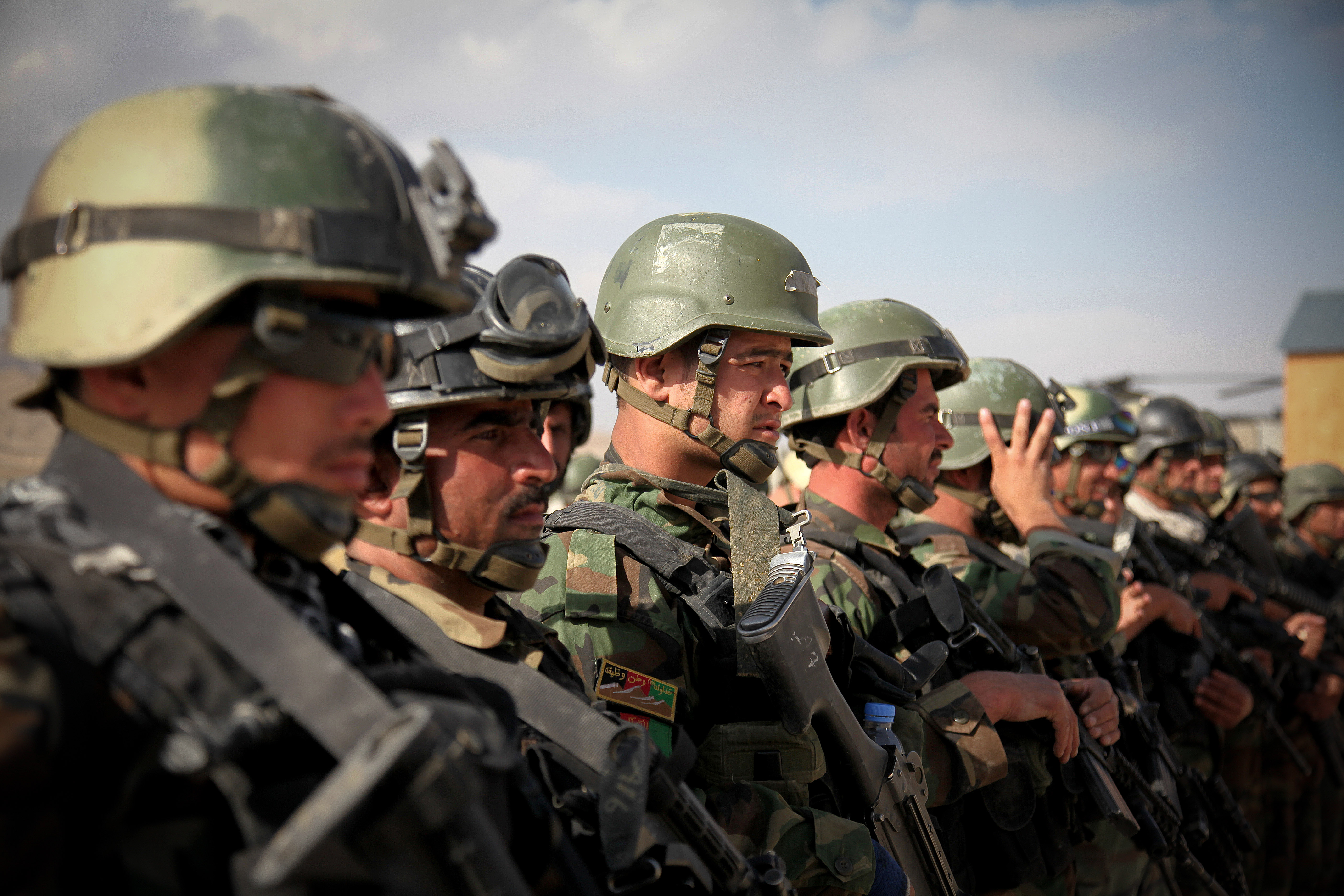
Comandos preparant-se per un assalt aeri.
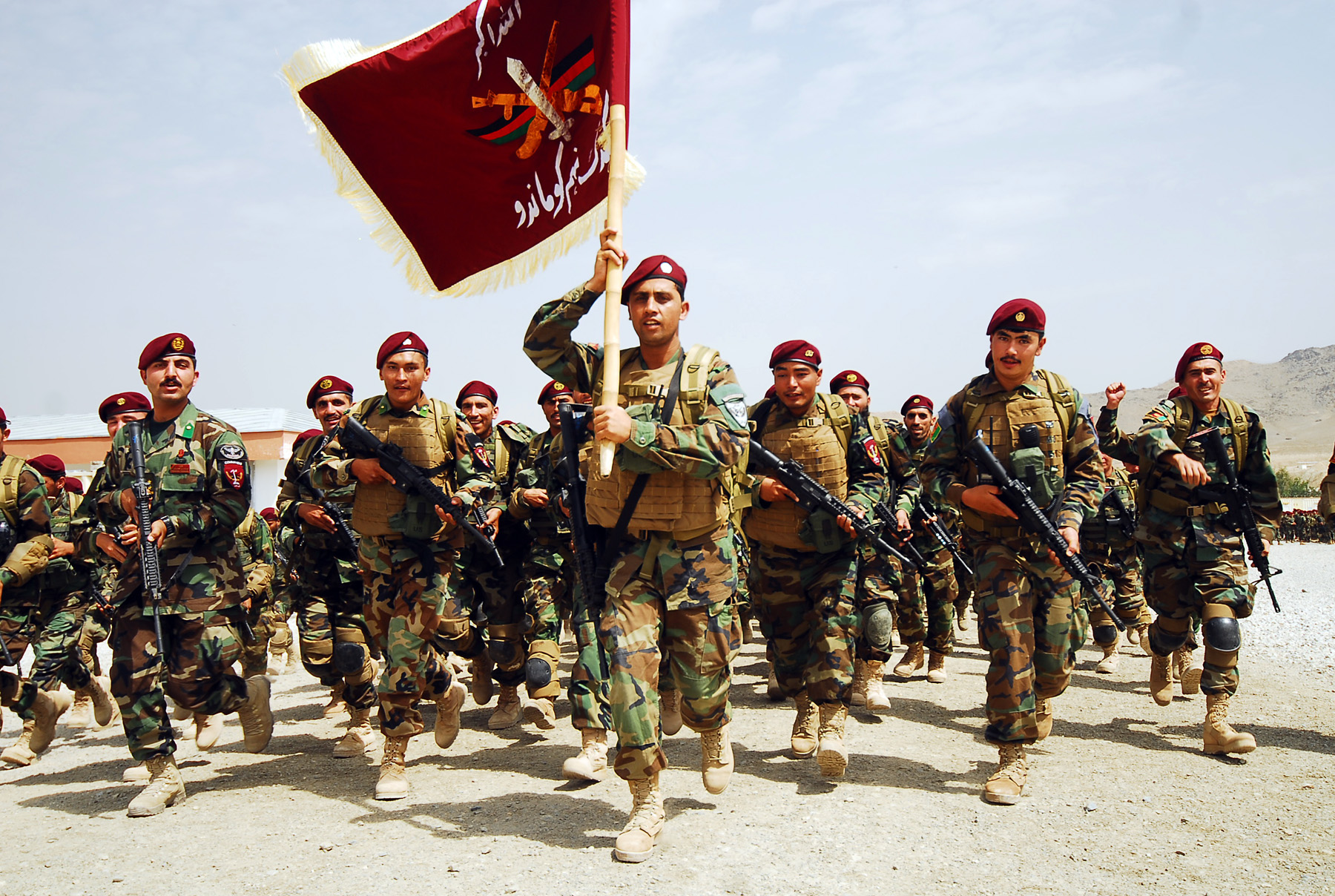
Comandos afganesos.
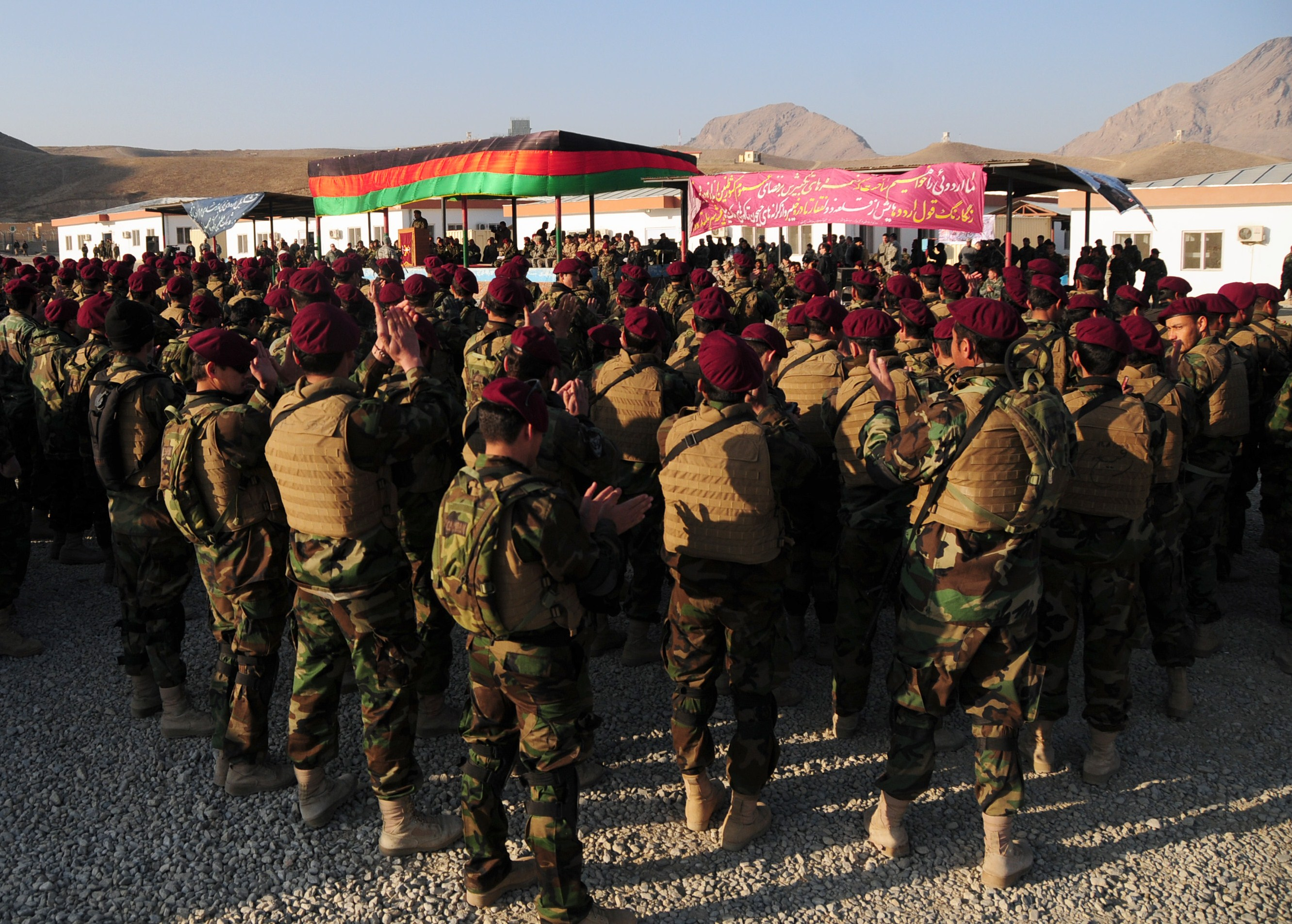
Un grup de més de 920 comandos en una cerimònia de graduació.